# ثقافة القنب

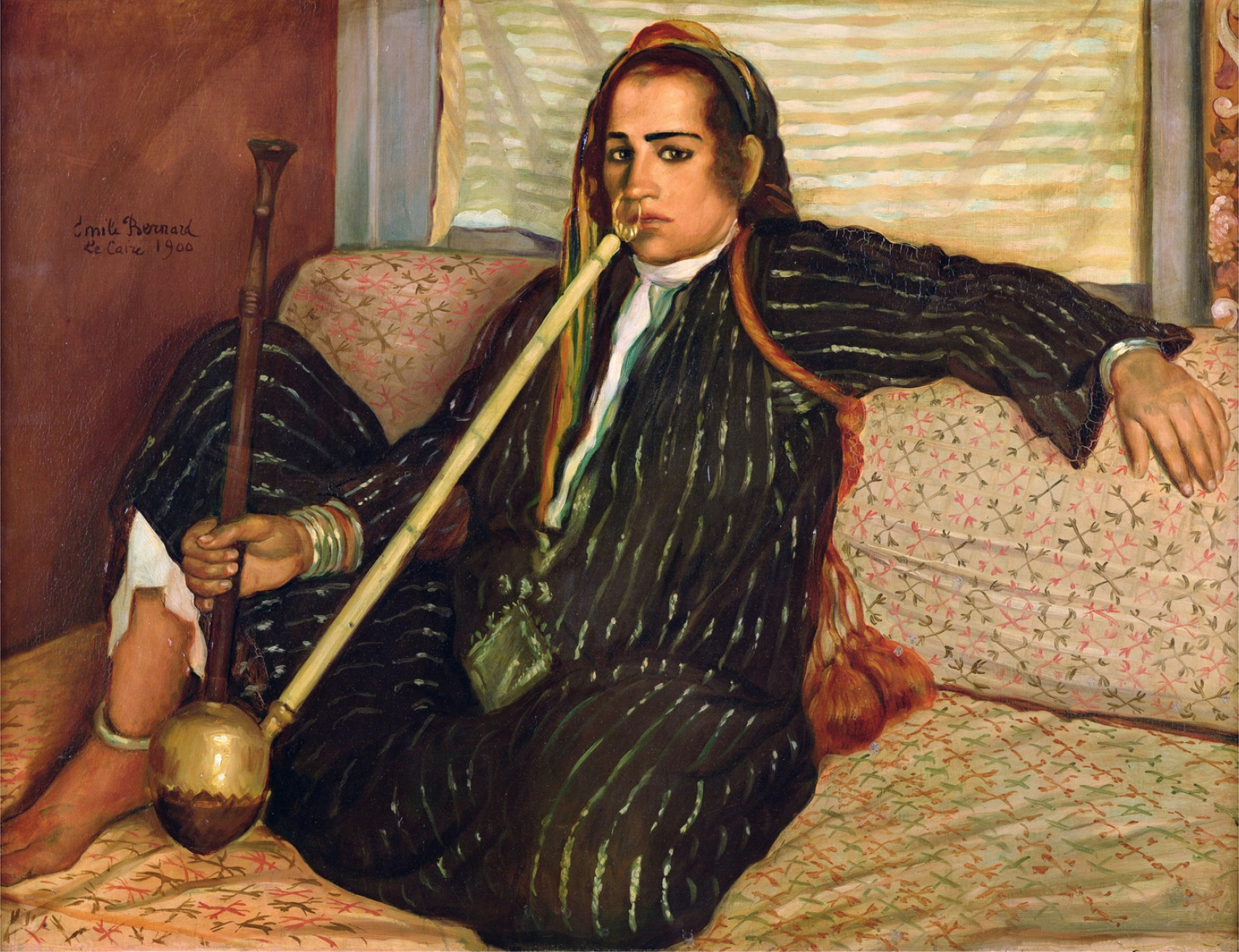

ثقافة القنب هي ثقافة تصف طقوس اجتماعية عن سلسلة من السلوكيات والتي تعتمد بشكل كبير على استهلاك مادة القنب وبشكل محدد بعض العقاقير والادوية والبدائل التي هي من اصل نباتي. وقد استخدمت عبر التاريخ من اجل خوض تجارب روحانية وقد عرفت بشكل كبير في المناطق الجنوبية من قارة اسيا وخصوصا الهند خلال فترة ما بين (1500ق.م - 2000ق.م) وكذلك عرفت في مناطق الصين القديمة، اسيا، افريقيا وبعض القبائل الجرمانية والسلتس.
في وقتنا الحديث يعرف الاستخدام الروحاني للعقاقير المخدرة (بالبراهمية) وهي التي تعتمد على المخدرات الجمايكية بالدرجة الأولى بينما استخدمت (الماريجوانا) في بعض الثقافات الأخرى مثل الهيبيز والبتنينك  و الهبستر والهيب هوب في اربعينيات القرن الماضي.
أصبح لثقافة القنب لغتها، ادبها، فنونها الخاصة  ولقد قال عنها (نيل برونلي) انه وبسبب ماضي هذه المادة الروحاني والغامض وبسبب تأثيراتها الغامضة وعدم قانونيتها الا انه ومع تدخين كل لفافة يكون هناك رمز عميق في حضارة القنبيين وقد تتجلى هذه المعتقدات في حالة الوعي للجسم والعقل والتي تحول الجسم لنمط كسول وقد عرفت منذ 5000 سنة.
تعتبر ستينيات القرن الماضي بمثابة عصر التوهج  لثقافة القنبيين وخاصة في مهرجان (ورد ستوك) حيث كانت ثورة جماعة الهيبيز في أمريكا. وقد انتشرت هذه الثقافة في الأعمال السينمائية  والافلام والموسيقى مثل الراب  والجاز وقد صدرت بعض المجلات التي تتكلم عن هذه الثقافة مثل مجلة ثقافة القنبيين الكندية والتي ذكرت الحرب التي شنها انصار هذه الثقافة من اجل ان يجعلوا استخدام هذه المادة قانونيا.
ومن الجدير بالذكر بان مادة القنب هي اقدم أنواع المواد الخدرة المعروفة، اما القنب فهو اسم النبات واما الماريجوانا فهي الاوراق والازهار والسيقان، وينتج أيضا منها مادة الحشيش عن طريق مادة صمغية ينتجها هذا النبات.

## العادات الاجتماعية
كان القنب يباع في نوادي اجتماعية تعرف باسم منصات الشاي في الولايات المتحدة الأمريكية وقد كان ذلك خلال الفترة التي كانت تعرف باسم فترة الحظر وقد ظهرت بعض الفنون التي كانت تمجد هذه الثقافة مثل موسيقى الجاز.
 استخدم القنب خلال تلك الفترة من خلال الطبقة الدنيا وقد كان استهلاكه بشكل سري وبعد عدة عقود رجعوا إلى استخدامه مرة أخرى حيث كان قد سمح به في بعض المناطق حيث كانت هذه المادة تستهلك في تجمعات مثل 420 إشارة إلى الساعة 4:20م حيث كانت تعقد هذه المجالس، من الجدير بالذكر انه كان من المفضل استهلاك هذه المادة في تجمعات مع الاخرين.

## الفنون
بما ان التأثيرات ذات الطابع النفسي كان تشمل زيادة تقدير الفنون بما في ذلك الموسيقى فقد ذكرت مميزات هذه المادة حسب رأيهم في هذه الموسيقى حيث كان بعض الموسيقيين المشهورين قد اعتبروا القنب مصدر الهام في اعمالهم الفنية.